# Facundo Bellver Castelló
Facundo Bellver Castelló (n. L'Ènova (Ribera Alta) 25 de julio de 1910- † Valencia12 de agosto de 1995),
ingresó en el Seminario Metropolitano de Valencia a los 13 años. Celebró solemnemente su primera misa el 19 de marzo de 1935, en la iglesia parroquial de Nuestra Señora de la Gracia de su pueblo natal. Fueron sus padrinos la Señorita Dª. María Calatayud Tormo y el señor Félix Ivancos Montagud, canónigo de la catedral de Valencia.
Fue cura ecónomo en Benicolet (Vall d'Albaida), y, hasta 1955, cura párroco de Alginet (Ribera Alta), en el que fue nombrado por el arzobispo Marcelino Olaechea Loizaga como beneficiado de la Catedral de Valencia, en septiembre del año 1951.
Se incorporó al equipo permanente de ayuda al nuevo Seminario de Moncada (Horta de Valencia).
Por su entusiasmo y eficaz labor, el arzobispo José María García Lahiguera le nombró Canónigo de la Catedral de Valencia.
Culto y brillante orador, fue muy solicitado en numerosos pueblos y ciudades de las Comunidades de Castilla-La Mancha y Valencia, para dar elocuentes lecciones religiosas y morales.
El 12 de agosto de 1995 falleció y fue enterrado en el panteón del Arzobispado, del cementerio municipal de Valencia.